# الخطوط الجوية الكينية
الخطوط الجوية الكينية (بالإنجليزية: Kenya Airways)‏ هي أكبر شركة طيران وطني كينية، أنشئت في 1977 بعد انتهاء خطوط شرق أفريقيا الجوية. يقع مقرها الرئيسي في العاصمة نيروبي، وتتخذ من مطار جومو كينياتا الدولي مركز عملياتها.
كانت الخطوط الكينية مملوكة بالكامل من قبل حكومة كينيا حتى أبريل 1995، وتمت خصخصتها في عام 1996، لتصبح أول شركة طيران أفريقية في القيام بذلك بنجاح. الشركة حاليا مشتركة بين القطاعين الخاص والعام.المساهم الأكبر هو الخطوط الجوية الملكية الهولندية (26%) تتبعها الحكومة الكينية ب23% من أسهم الشركة. أما باقي الأسهم فهي للمالك الخاص، وتتداول هذه الأسهم في بورصة نيروبي وبورصة دار السلام.
وتعتبر شركة الخطوط الجوية الكينية على نطاق واسع باعتبارها إحدى الشركات الرائدة في جنوب الصحراء. الناقل أصبح عضوا كامل العضوية في تحالف سكاي تيم في يونيو 2010، وهو أيضا عضو في اتحاد شركات الطيران الأفريقية منذ عام 1977.

## تاريخ

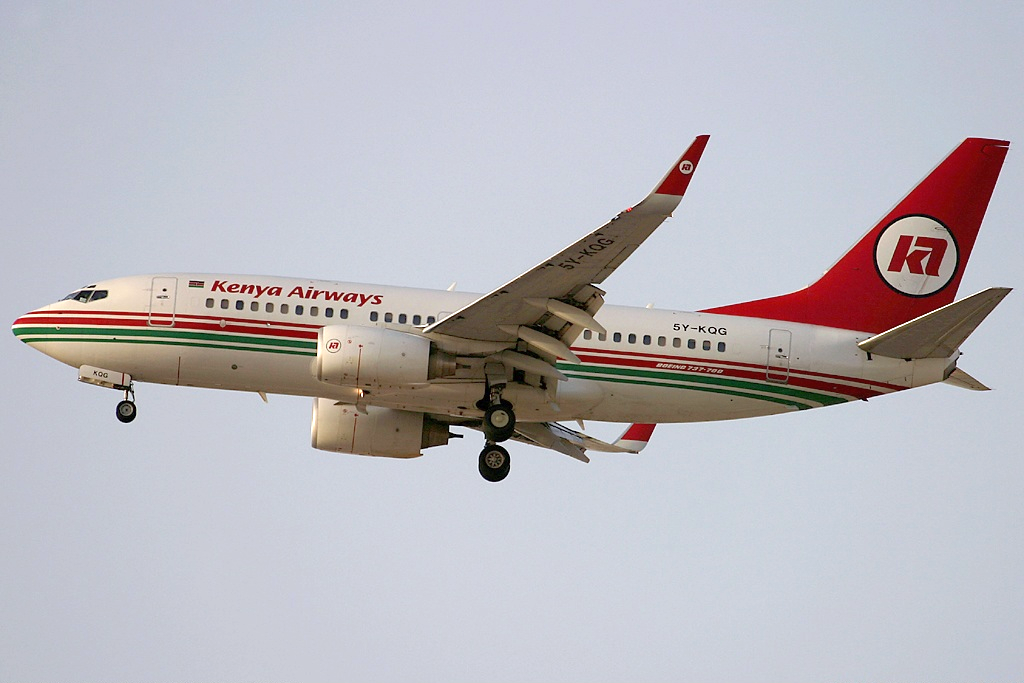
بوينغ 737-700 للخطوط الكينية في مطار دبي الدولي (2005).

تأسست الخطوط الجوية الكينية بواسطة الحكومة الكينية في 22 يناير 1977 بعد انتهاء وانقسام اتحاد شرق أفريقيا الذي ترتب عليه خطوط شرق أفريقيا الجوية (EEA). بدأت عمليات الخطوط الكينية في 4 فبراير 1977 بطائرتي بوينغ 707 مستأجرة من الخطوط الجوية البريطانية ميدلاند.إير لينجوس قدمت الدعم التقني والإداري في السنوات الأولى للشركة. والناقل اخذأيضا اثنين من ماكدونل دوغلاس دي سي 9 واثنين من طراز فوكر إف27 فريند شيب من خطوط شرق أفريقيا الجوية. وفي السنة التالية ،شكلت الشركة شركة فرعية أسمتها طيران كينيا فلامينغو، والتي استأجرت الطائرة من الشركة الأم لكي تعمل للركاب وخدمات الشحن الدولي.
في عام 1986 ،نشرت حكومة كينيا الورقة الدورية رقم 1، وتبين حاجة البلاد للتنمية الاقتصادية والنمو.أكدت الوثائق رأي الحكومة في أن الشركة ستكون أفضل حالا إذا كانت مملوكة من قبل القطاع الخاص، مما أدى أول محاولة لخصخصة الشركة.الحكومة جعلت فيليب نديغوا رئيسا للمجلس في عام 1991، مع أوامر محددة لجعل شركة طيران مملوكة للقطاع الخاص. في عام 1992، تم نشر ورقة إصلاح المؤسسات العامة، وإعطاء الأولوية لشركة الخطوط الجوية الكينية بين الشركات الوطنية في كينيا التي سيتم خصخصتها.
في السنة 1993 إلى 1994، حصلت الشركة أول أرباح منذ بدء التسويق. أيضًا، في عام 1994 تم تعيين مؤسسة التمويل الدولية لتقديم المساعدة في عملية الخصخصة، التي بدأت فعليا في عام 1995.الخطوط الجوية البريطانية، الخطوط الجوية الهولندية الملكية، لوفتهانزا والخطوط الجوية لجنوب أفريقيا، جميعهم عقدوا فوائدهم في شركة الخطوط الجوية الكينية. وقد منحت خصخصة الشركة في نهاية المطاف للخطوط الجوية الملكية الهولندية التي أعادت هيكلة ديونها وتوصلا إلى اتفاق مع طيران هولندا التي اشترت 26 % من أسهم الشركة، لتصبح أكبر مساهم منفرد منذ ذلك الحين. أبقت حكومة كينيا على حصة 23 % في الشركة، وعرضت ال 51 % المتبقية للجمهور، ويمكن لغير الكينيين أن يحظوا على الأكثر ب49 % من أسهم الشركة. الأسهم تم طرحها للاكتتاب في مارس 1996، وبدأت الشركة التجارة في بورصة نيروبي. وحكومة كينيا رسملتها الولايات المتحدة 70,000,000 $ (97,991,062 $ في عام 2012)، في حين منحت الشركة قرض 15 مليون دولار أمريكي من مؤسسة التمويل الدولي لتحديث اسطولها.
انضمت الشركة لتحالف سكايتيم برعاية الخطوط الجوية الملكية الهولندية في منتصف 2005. رحب التحالف بشركة الخطوط الجوية الكينية في سبتمبر 2007 كواحدة من أوائل شركات الطيران الرسمية المعاونة لسكايتيم. سكايتيم رقت مكانة الشركة إلى العضوية الكاملة في يونيو 2010.

## الوجهات

### التحالف
الخطوط الجوية الكينية تعتبر كاملة العضوية في سكايتيم منذ يونيو 2010. ويوفر تحالف «وصول مسافري الخطوط الكينية إلى شركات الطيران الأعضاء في جميع أنحاء العالم» شبكة الخطوط الجوية الكينية لمرافق الطائرات للركاب.

### اتفاقات الرمز المشترك
اعتبارا من ديسمبر 2011، الناقل لديه اتفاقات الرمز المشترك مع الشركات التالية، والتي هم المشغلين الفعليين على الطرق وهم محددين بين قوسين:
- إيروفلوت (دبي-موسكو-دبي)
- الخطوط الجوية الفرنسية، في مسارات عدة في أوروبا وأمريكا الشمالية من نيروبي.
- طيران موريشيوس (نيروبي-موريشيوس-نيروبي)
- الخطوط الجوية الإيطالية (روما-ميلان-روما)
- طيران جنوب الصين (دبي-قوانغتشو-دبي، دبي-بكين-دبي)
- الخطوط الجوية الهولندية الملكية:كأكبر طيران مساهم تعمل في مشروع مشترك مع الخطوط الجوية الكينية على طريق نيروبي-أمستردام-نيروبي وتغطي الشركتان خدمات اتفاقات الرمز المشترك على الشبكة سواء.
- طيران كوريا (بانكوك-سيئول-بانكوك)
- طيران موزمبيق (نيروبي-مابوتو-نيروبي، نيروبي-بيمبا-نيروبي)
- كانتاس (بانكوك-سيدني-بانكوك)

## الأسطول

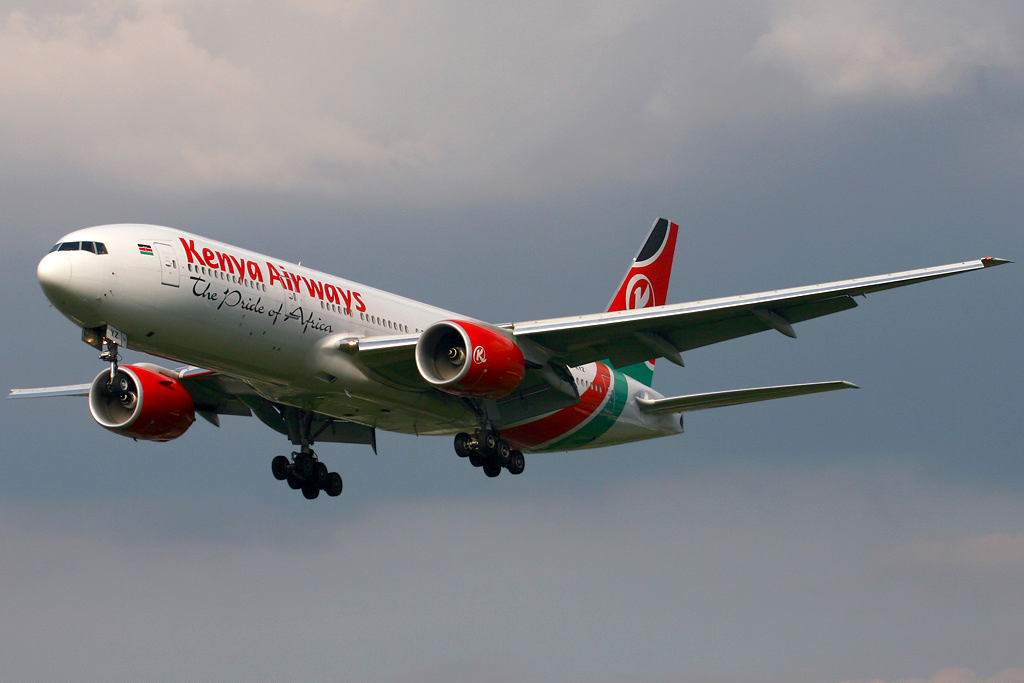
بوينغ 777-200إر في مطار لندن هيثرو (2009)

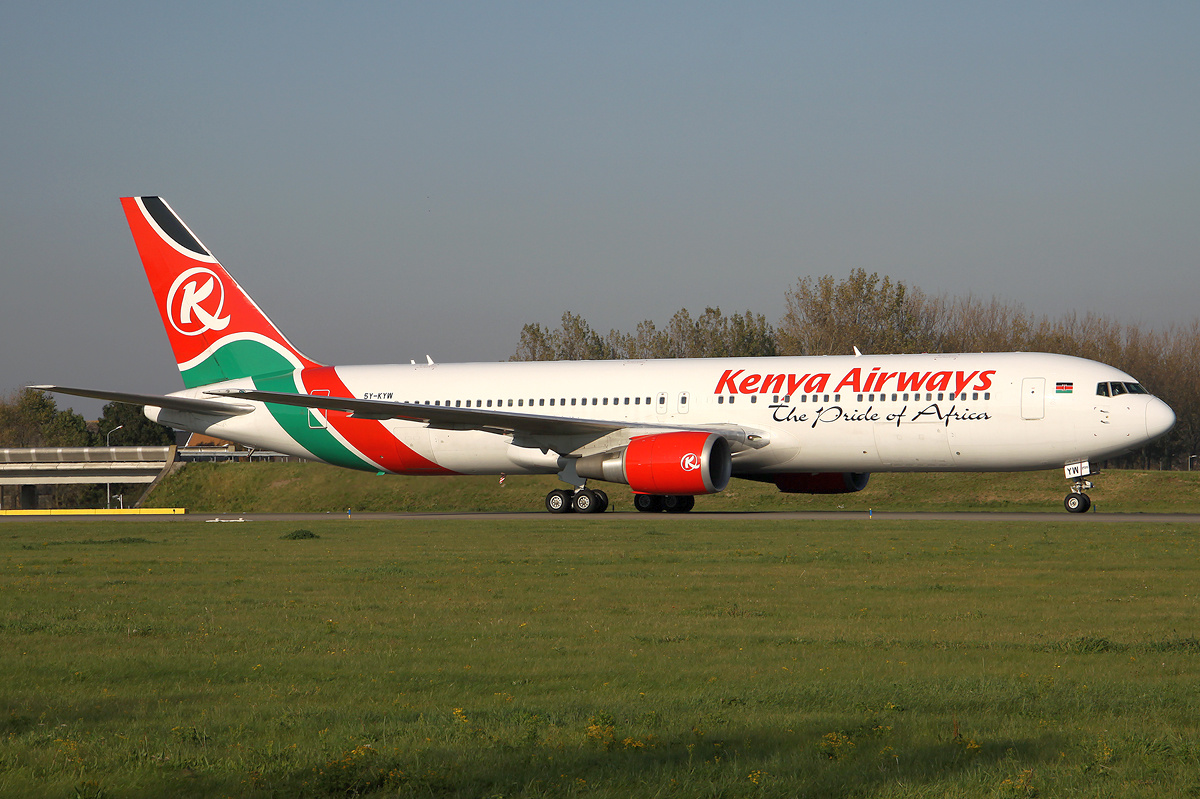
بوينغ 767-300إر في مطار سخيبول أمستردام (2011)

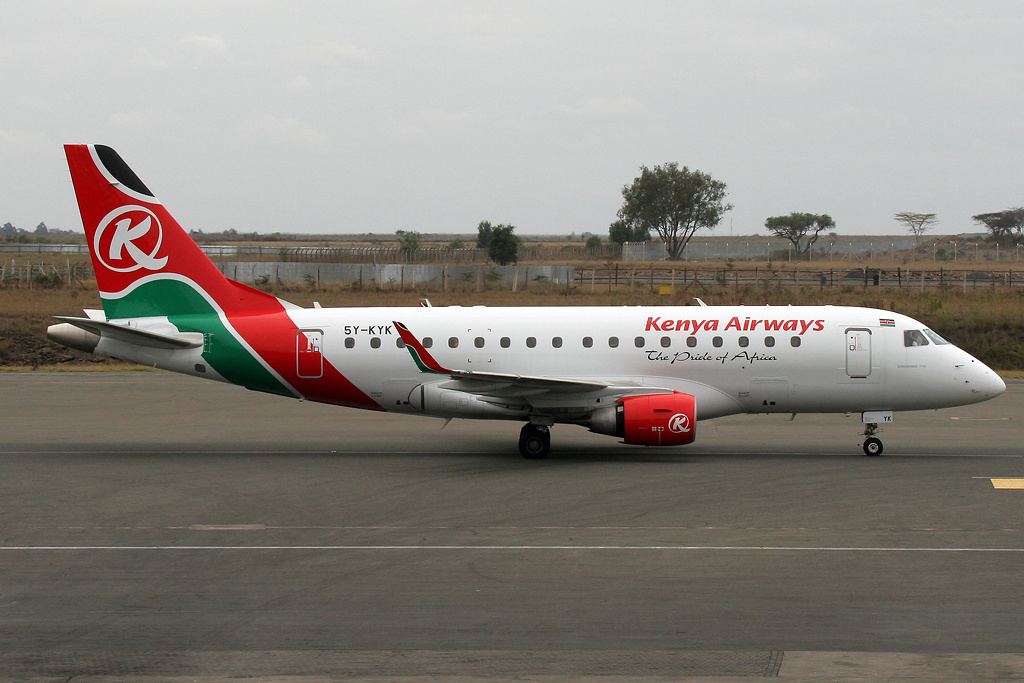
إمبراير 170 في مطار جومو كنياتا (2007)

لدى الخطوط الكينية 9 طائرات من طراز بوينغ 787 في النظام على الرغم من الشركة تنظر في إلغاء النظام بعد تأخير مواعيد التسليم المنتظمة. تلقت الشركة على تعويض نقدي من شركة بوينغ عن التأخير.
أعلنت الشركة في أواخر فبراير 2011 عن نيتها في الاستحواذ على طائرات شحن لتعزيز قدراتها على عمليات الشحن الأفريقية.وحتى الآن، قسم الشحن التابع للخطوط الجوية الكينية يستخدم قدراتها على عملياتها.
اعتبارا من شهر نوفمبر 2011، الأسطول يتكون من الطائرات التالية :
الأسطول عمره 8.3 سنوات حسب تاريخ أكتوبر 2011.

### التقاعد

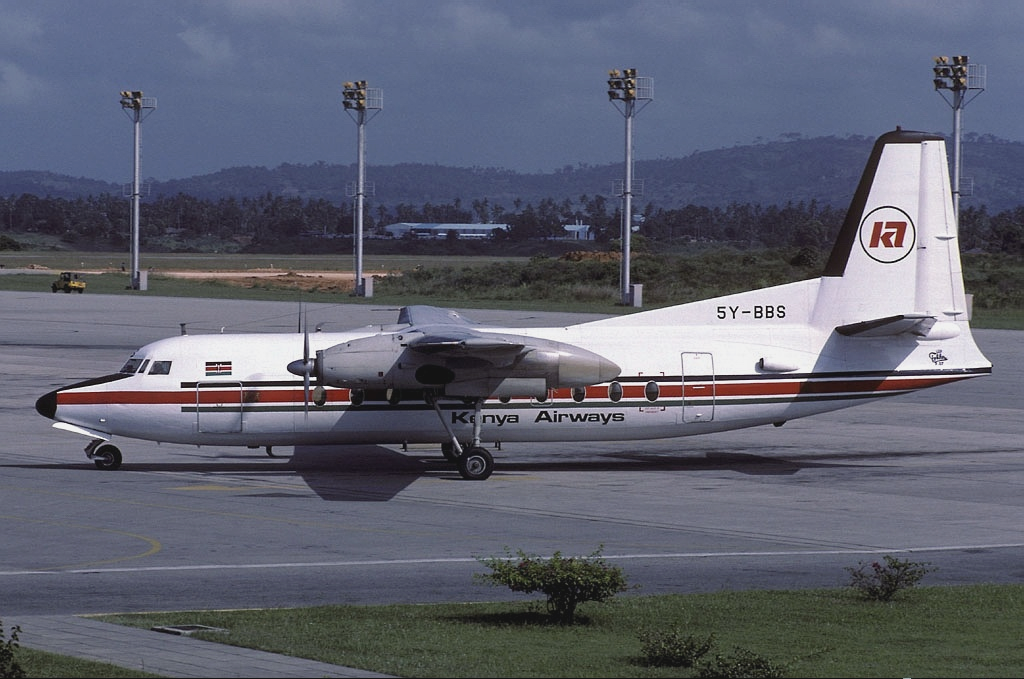
فوكر إف27 فريند شيب في مطار موي في 1982

كانت الشركة تعمل على هذه المعدات:
- إيرباص إيه 310-200
- إيرباص إيه 310-300[41]
- إيه تي آر 42-300
- بوينغ 707-320[13]
- بوينغ 707-320 بي[42]
- بوينغ 707-320 سي
- بوينغ 720 بي[42]
- بوينغ 737-200[43]
- بوينغ 737-200 سي
- بوينغ 747-100
- بوينغ 747-200 بي
- بوينغ 757[44]
- بوينغ 767-300
- دوغلاس دي سي-8
- فوكر F27[42]
- فوكر 50[42]
- ماكدونل دوغلاس دي سي 9[42]
- ماكدونل دوغلاس دي سي - 10

### الطلاء
| |  |  |
| يمكن رؤية الفرق بين هاتين الصورتين.لقد التقطت الصورة اليمنى في عام 2006، في حين أن الصورة اليسرى التقطت في 2007 وهما نفس الطائرتان. |  |  |

غيرت الخطوط الكينية طلاء طائراتها في 2005.استبدلت الأربع خطوط الجارية على جسم الطائرة بشعار الشركة فخر أفريقيا.في حين تم استبدال شعار الذيل KA (اختصار لكلمة الخطوط الجوية الكينية بالإنجليزي) بحرف K محاصر بحرف Q الذي يعبر عن رمز KQ وهو رمز الشركة عند الاتحاد الدولي للنقل الجوي.

## الخدمات
صنفت شركة سكايتراكس الشركة الكينية ب3 نجوم من 5 نجوم.

### برامج المسافر الدائم
برامج المسافر الدائم السابق في الخطوط الكينية (مسافري) تم دمجه مع الخطوط الهولندية الملكية في 1997،والتي بدورها اندمجت مع الخطوط الجوية الفرنسية وصنفت كطائر أزرق في عام 2005، عقب اندماج الشركتين.يوفر أعضاء طبقة الذهب وطبقة البلاتين من الطيران الأزرق صالة JV. هذه الخدمة لركاب شركة الخطوط الجوية الكينية، وتسلم للركاب في شركات الطيران الشريكة لها كذلك. صالة سيمبا هي الخدمة المقدمة لركاب الخطوط الجوية الكينية في درجة رجال الأعمال أو الدرجة الأولى. كلا الصالتين يقعان في مطار جومو كنياتا.

### وسائل الترفيه
وسائل الترفيه متاحة للطائرة وللطبقة.وتوفر مجلة لكل مسافر في الطائرة تسمى مسافري،ويتم توزيعها بين الركاب في جميع الطائرات، بغض النظر عن الطبقة.
بوينغ 777-200إر
توفر فيديوهات بصوت وصورة حسب الطلب في الدرجة الأولى بينما توفر فيديو حسب الطلب بدون صوت في الدرجة السياحية.هناك 12 قناة صوتية في كلا الدرجتين.
بوينغ 767-300إر
التلفزيونات الشخصية متوفرة في كلا الدرجتين، مع 11 قناة ستيريو مزدوجة فرنسية\إنجليزية، و8 قنوات صوتية.
بوينغ 737–700/800
شاشات علوية في كلا الدرجتين مع 8 قنوات صوتية.
بوينغ 737–300
تلعب موسيقى خلفية طوال الرحلة.
إمبراير 190
شاشات لمس فردية في كل مقعد.

## الحوادث والوقائع
ووفقا لشبكة سلامة الطيران، اعتبارا من سبتمبر 2011 سجلت الخطوط الجوية الكينية حادثتين مميتة، من أصل 4 حوادث / وقائع.

### الحوادث المميتة
- 30 يناير 2000: رحلة 431 رحلة مقررة في ابيدجان-لاغوس-ونيروبي، وكانت طائرة الرحلة هي إيرباص إيه 310-400،تسجيل 5Y-BEN، هوت في المحيط الأطلسي وتحطمت، بعد نحو دقيقة من اقلاعها من المطار الابيدجاني مطار فيليكس هوفويه بوانيي الدولي.كان هناك 179 شخص كانوا على متن الطائرة، من بينهم عشرة منهم من افراد طاقمها، ومعظمهم من ركاب نيجيريين[54] وقد لقى 169 شخصا حتفهم في الحادث. وكان هذا أول حادث تحطم طائرة من ذوي الخبرة من جانب الناقل.[55]
- 5 مايو 2007: رحلة 507، طائرة الرحلة بوينغ 737-800، تسجيل 5Y-KYA، تحطمت في مستنقعات منغروف فورا بعد انطلاقها إلى نيروبي من مطار دوالا الدولي شمال نيروبي وتبعد عنها 5.5 كم.[56] الرحلة نشأت في أبيدجان، مع التوقف في دوالا لالتقاط الركاب[56] وكان هناك 114 شخصا على متن الطائرة و105 راكبا من 23 بلدا، معظمهم من الكاميرون زائد 9 من افراد الطاقم؛ كل منهم لقوا حتفهم في الحادث.[57][58]

### الحوادث غير المميتة
- 10 يوليو 1988:طائرة الرحلة هي فوكار F27 فريانشيب، تسجيل 5Y-BBS، اقتربت من المدرج بسرعة كبيرة، وقامت بهبوط في مطار كيسومو واردة من نيروبي رحلة 650، انزلاقا على المدرج ل600 متر.[59]
- 11 يوليو 1989:طائرة بوينغ 707 - 320B، وتسجيل 5Y - BBK، اجتاحت المدرج في مطار بولي الدولي في أعقاب تعطل الفرامل. وكانت الطائرة أقلعت من المطار نفسه، لكن اضطر الطاقم للعودة.[60][61]